# Aberdeen GSFP Rugby Football Club
Aberdeen GSFP RFC (Aberdeen Grammar School Former Pupils Rugby Football Club) est un club de rugby écossais basé dans la ville d’Aberdeen qui évolue dans la Scottish Premiership Division 1.

## Histoire
Le club a été fondé par d’anciens élèves de la Aberdeen Grammar School, désireux de rester en contact. Il accède à la première division en 2001 et se classe régulièrement depuis parmi les meilleurs jusqu’à la saison 2006-07, à l’issue de laquelle le club est relégué.

## Joueurs célèbres
Modèle:Lucas Alabeurthe